# Petrovice (ort i Tjeckien, Ústí nad Labem)
Petrovice är en ort i Tjeckien.   Den ligger i regionen Ústí nad Labem, i den nordvästra delen av landet, 80 km norr om huvudstaden Prag. Petrovice ligger 545 meter över havet och antalet invånare är 663.
Terrängen runt Petrovice är kuperad österut, men västerut är den platt. Runt Petrovice är det ganska glesbefolkat, med 47 invånare per kvadratkilometer. Närmaste större samhälle är Ústí nad Labem, 14,8 km söder om Petrovice. I omgivningarna runt Petrovice växer i huvudsak blandskog.